# Sigmatomera rarissima
Sigmatomera rarissima är en tvåvingeart som beskrevs av Alexander 1941. Sigmatomera rarissima ingår i släktet Sigmatomera och familjen småharkrankar. Inga underarter finns listade i Catalogue of Life.